# Битва при Аньяделло
Битва при Аньяделло (14 мая 1509) — одна из самых важных битв Войны Камбрейской лиги, проигранная Венецией.

## Предыстория
10 декабря 1508 года в городе Камбре был создан антивенецианский союз, который от имени Священной Римской империи подписала штатгальтер Испанских Нидерландов Маргарита Австрийская, а от имени короля Франции — кардинал Жорж д’Амбуаз. В марте 1509 года к Камбрейской лиге присоединился король Испании, Неаполя и Сицилии Фердинанд, а 5 апреля — папа Юлий II. 14 апреля Франция объявила войну Венеции, и 15 апреля французские солдаты вошли на венецианскую территорию.
Первые три недели французам успешно сопротивлялись венецианские наёмники, которыми командовали кондотьеры из семьи Орсини. Однако 9 мая они так увлеклись, грабя только что отбитый город Тревильо, что прозевали момент, когда французы перешли реку Адда немного западнее, возле Кассано-д'Адда. Кондотьеры начали обсуждать, как им поступить, и не сошлись во мнениях. Более молодой и горячий 54-летний Бартоломео д'Альвиано предлагал сразу напасть на французов, однако более осторожный Никколо ди Питильяно напомнил об инструкциях из Венеции, запрещавших ввязываться в бой с сомнительным исходом, и предложил потерпеть и подождать. Д’Альвиано не стал его слушаться и увёл свою часть войска к деревне Аньяделло, где встретил французскую армию.

## Битва
Д’Альвиано наткнулся на часть французской армии, которой командовал Шарль II д'Амбуаз, французский губернатор Милана. Приняв решение уклониться от боя, д’Альвиано поднял пушки на холм среди виноградников, и открыл огонь по французам, тем временем быстро послав гонцов за помощью к находившемуся не так далеко Питильяно. Де Шомон дважды бросал в атаку войска: первый раз – кавалерию, второй раз – полк швейцарских пикинёров. Однако прекрасно выбранная венецианцами позиция, прикрытая виноградниками и оросительными каналами, не давала возможности быстро приблизиться к стрелявшим навстречу пушкам, к тому же твёрдый и пологий склон позволял д’Альвиано легко контратаковать кавалерией. В результате обе французские атаки были легко отбиты, и отряд де Шомона был вынужден оставаться в долине, где итальянцам было удобно обстреливать его из пушек.
Однако вскоре к французам подошла основная часть армии, которую вёл лично король Людовик XII, а Питильяно, приняв решение уклоняться от боя, не ответил на призывы о помощи. Окружённые с трёх сторон итальянцы не выдержали. Два кавалерийских отряда в беспорядке бежали, а пехоту, которой бежать было некуда, перебили на месте. Сам д’Альвиано, несмотря на жестокую рану в лицо и лишившийся глаза, сражался три часа, пока его не схватили. Венецианская армия была уничтожена, потеряв 4 тыс. человек убитыми.

## Итоги
После того, как вести о разгроме при Аньяделло достигли лагеря Питильяно, служившие под его командой наёмники начали дезертировать один за другим. Те немногие, что остались к утру следующего дня, не составляли боевой силы, с которой можно было бы продолжать кампанию. Питильяно оставалось только отступать к Венеции с той скоростью, на которую он был способен. К утру половина его войск дезертировала, он поспешил отступить в Тревизо и Венецию. В результате дорога на саму Венецию для войск Лиги оказалась открыта..
Однако папа Юлий II выступил против французов, и вместе с дожем Венеции и королем Испании создал Священную лигу против короля Людовика XII.